# Madeleine Tyssens
Madeleine Tyssens, née le 15 août 1930 à Liège (Belgique), est une romaniste belge qui professe à l'Université de Liège.

## Publications
- La geste de Guillaume d'Orange dans les manuscrits cycliques, Paris : Les Belles Lettres, l967
- Martine Thiry-Stassin, Narcisse, conte ovidien français du XIIe siècle, édition critique, Paris : Les Belles Lettres, 1976
- Le Voyage de Charlemagne à Jérusalem et à Constantinople, traduction critique, Gand : Story Scientia, l977
- Cesare Segre, traduit de l'italien par Madeleine Tyssens, La Chanson de Roland, édition critique, nouvelle édition revue, Genève : Droz, 1989
- Nadine Henrard, L. Gemenne, Le Roman en prose de Guillaume d'Orange, édition critique, Paris : Champion, 2000
- J. Wathelet-Willem, « La geste des Narbonnais (cycle de Guillaume d'Orange) », in: Grundriss der Romanischen Literaturen des Mittelalters, vol. III A 3 / 1-2,. Heidelberg : Carl Winter, 2001